# Perigonia affinis
Perigonia affinis är en fjärilsart som beskrevs av Ludwig Wilhelm Schaufuss 1870. Perigonia affinis ingår i släktet Perigonia och familjen svärmare. Inga underarter finns listade i Catalogue of Life.